# Abierto Mexicano de Tenis 2025 - Doppio
Il doppio del torneo di tennis professionistico Abierto Mexicano de Tenis 2025, facente parte della categoria ATP Tour 500 nell'ambito dell'ATP Tour 2025, si è giocato all'Arena GNP Seguros di Acapulco, in Messico, dal 24 febbraio al 2 marzo 2025.
Hugo Nys e Jan Zieliński erano i detentori del titolo, ma hanno deciso di non partecipare insieme. 
Nys ha giocato in coppia con Édouard Roger-Vasselin, mentre Zieliński ha giocato con Sander Gillé.
Christian Harrison e Evan King hanno sconfitto in finale Sadio Doumbia e Fabien Reboul con il punteggio di 6-4, 6-4.

## Teste di serie
1. Jackson Withrow /  Horacio Zeballos (primo turno)
2. Sander Gillé /  Jan Zieliński (primo turno)

1. Hugo Nys /  Édouard Roger-Vasselin (quarti di finale)
2. Sadio Doumbia /  Fabien Reboul (finale)

## Wildcard
1. Sriram Balaji /  Miguel Ángel Reyes-Varela (semifinale)

1. Hans Hach Verdugo /  JJ Tracy (quarti di finale)

## Qualificati
1. Christian Harrison /  Evan King (Campioni)

## Tabellone

### Legenda
| - Q = Qualificato - WC = Wild card - LL = Lucky loser | - ALT = Alternate - SE = Special Exempt - PR = Protected Ranking | - w/o = Walkover - r = Ritirato - d = Squalificato |

|  | Primo turno | Primo turno              | Primo turno              | Primo turno | Primo turno |  |  | Quarti di finale | Quarti di finale         | Quarti di finale       | Quarti di finale         | Quarti di finale         |                   |     | Semifinali | Semifinali         | Semifinali         | Semifinali         | Semifinali         |   |   | Finale | Finale | Finale | Finale | Finale |  |
|  |             |                          |                          |             |             |  |  |                  |                          |                        |                          |                          |                   |     |            |                    |                    |                    |                    |   |   |        |        |        |        |        |  |
|  | 1           | J Withrow H Zeballos     | J Withrow H Zeballos     | 61          | 4           |  |  |                  |                          |                        |                          |                          |                   |     |            |                    |                    |                    |                    |   |   |        |        |        |        |        |  |
|  |             | S González L Miedler     | S González L Miedler     | 7           | 6           |  |  |                  | S González L Miedler     | S González L Miedler   | 3                        | 4                        |                   |     |            |                    |                    |                    |                    |   |   |        |        |        |        |        |  |
|  |             | A Erler C Frantzen       | 6                        | 4           | [10]        |  |  |                  | A Erler C Frantzen       | A Erler C Frantzen     | 6                        | 6                        |                   |     |            |                    |                    |                    |                    |   |   |        |        |        |        |        |  |
|  |             | A Behar R Galloway       | 3                        | 6           | [5]         |  |  |                  |                          |                        |                          |                          |                   |     |            | A Erler C Frantzen | A Erler C Frantzen | A Erler C Frantzen |                    |   |   |        |        |        |        |        |  |
|  | 3           | H Nys É Roger-Vasselin   | H Nys É Roger-Vasselin   | 6           | 6           |  |  |                  |                          | Q                      | C Harrison E King        | C Harrison E King        | C Harrison E King | w/o |            |                    |                    |                    |                    |   |   |        |        |        |        |        |  |
|  |             | S Arends L Johnson       | S Arends L Johnson       | 4           | 1           |  |  | 3                | H Nys É Roger-Vasselin   | H Nys É Roger-Vasselin | 65                       | 4                        |                   |     |            |                    |                    |                    |                    |   |   |        |        |        |        |        |  |
|  | Q           | C Harrison E King        | C Harrison E King        | 7           | 6           |  |  | Q                | C Harrison E King        | C Harrison E King      | 7                        | 6                        |                   |     |            |                    |                    |                    |                    |   |   |        |        |        |        |        |  |
|  |             | R Hijikata B Shelton     | R Hijikata B Shelton     | 62          | 2           |  |  |                  |                          |                        |                          |                          |                   |     | Q          | C Harrison E King  | C Harrison E King  | 6                  | 6                  |   |   |        |        |        |        |        |  |
|  |             | A Krajicek R Ram         | A Krajicek R Ram         | 5           | 5           |  |  |                  |                          |                        |                          |                          |                   |     |            |                    | 4                  | S Doumbia F Reboul | S Doumbia F Reboul | 4 | 4 |        |        |        |        |        |  |
|  |             | T Macháč J Menšík        | T Macháč J Menšík        | 7           | 7           |  |  |                  | T Macháč J Menšík        | T Macháč J Menšík      | T Macháč J Menšík        | 1r                       |                   |     |            |                    |                    |                    |                    |   |   |        |        |        |        |        |  |
|  |             | M Bellucci F Cobolli     | 6                        | 3           | [4]         |  |  | 4                | S Doumbia F Reboul       | S Doumbia F Reboul     | S Doumbia F Reboul       | 2                        |                   |     |            |                    |                    |                    |                    |   |   |        |        |        |        |        |  |
|  | 4           | S Doumbia F Reboul       | 4                        | 6           | [10]        |  |  |                  |                          |                        |                          |                          |                   |     | 4          | S Doumbia F Reboul | S Doumbia F Reboul | 7                  | 6                  |   |   |        |        |        |        |        |  |
|  |             | A Göransson S Verbeek    | 6                        | 3           | [8]         |  |  |                  |                          | WC                     | S Balaji MÁ Reyes-Varela | S Balaji MÁ Reyes-Varela | 64                | 3   |            |                    |                    |                    |                    |   |   |        |        |        |        |        |  |
|  | WC          | H Hach Verdugo JJ Tracy  | 3                        | 6           | [10]        |  |  | WC               | H Hach Verdugo JJ Tracy  | 7                      | 2                        | [8]                      |                   |     |            |                    |                    |                    |                    |   |   |        |        |        |        |        |  |
|  | WC          | S Balaji MÁ Reyes-Varela | S Balaji MÁ Reyes-Varela | 6           | 6           |  |  | WC               | S Balaji MÁ Reyes-Varela | 65                     | 6                        | [10]                     |                   |     |            |                    |                    |                    |                    |   |   |        |        |        |        |        |  |
|  | 2           | S Gillé J Zieliński      | S Gillé J Zieliński      | 4           | 2           |  |  |                  |                          |                        |                          |                          |                   |     |            |                    |                    |                    |                    |   |   |        |        |        |        |        |  |

## Qualificazioni

### Teste di serie
1. Christian Harrison /  Evan King (qualificati)

1. Federico Agustín Gómez /  Rodrigo Pacheco Méndez (ultimo turno)

### Qualificati
1. Christian Harrison /  Evan King

### Tabellone
|  | Primo turno | Primo turno                                   | Primo turno                                   | Primo turno | Primo turno |  |  | Ultimo turno | Ultimo turno                                  | Ultimo turno                                  | Ultimo turno | Ultimo turno |  |
|  |             |                                               |                                               |             |             |  |  |              |                                               |                                               |              |              |  |
|  | 1           | Christian Harrison Evan King                  | Christian Harrison Evan King                  | 6           | 6           |  |  |              |                                               |                                               |              |              |  |
|  | Alt         | Alan Magadán Tomás Pinho                      | Alan Magadán Tomás Pinho                      | 4           | 4           |  |  | 1            | Christian Harrison Evan King                  | Christian Harrison Evan King                  | 6            | 7            |  |
|  |             | Marcos Giron Arthur Rinderknech               | Marcos Giron Arthur Rinderknech               | 3           | 67          |  |  | 2/WC         | Federico Agustín Gómez Rodrigo Pacheco Méndez | Federico Agustín Gómez Rodrigo Pacheco Méndez | 3            | 5            |  |
|  | 2/WC        | Federico Agustín Gómez Rodrigo Pacheco Méndez | Federico Agustín Gómez Rodrigo Pacheco Méndez | 6           | 7           |  |  |              |                                               |                                               |              |              |  |